# Sulcia occulta
Sulcia occulta är en spindelart som beskrevs av Josef Kratochvíl 1938. Sulcia occulta ingår i släktet Sulcia och familjen Leptonetidae. Inga underarter finns listade i Catalogue of Life.